# Северодвинск (городской округ)
Северодвинск или муниципа́льное образова́ние «Северодви́нск» — административно-территориальная единица (город областного значения) и муниципальное образование (городской округ) в Архангельской области Российской Федерации.
Административный центр — город Северодвинск.

## География
Городской округ «Северодвинск» находится на севере Архангельской области. На побережье Летнего берега, где в Белое море впадают реки: Северная Двина (Никольский рукав), Солза и др.

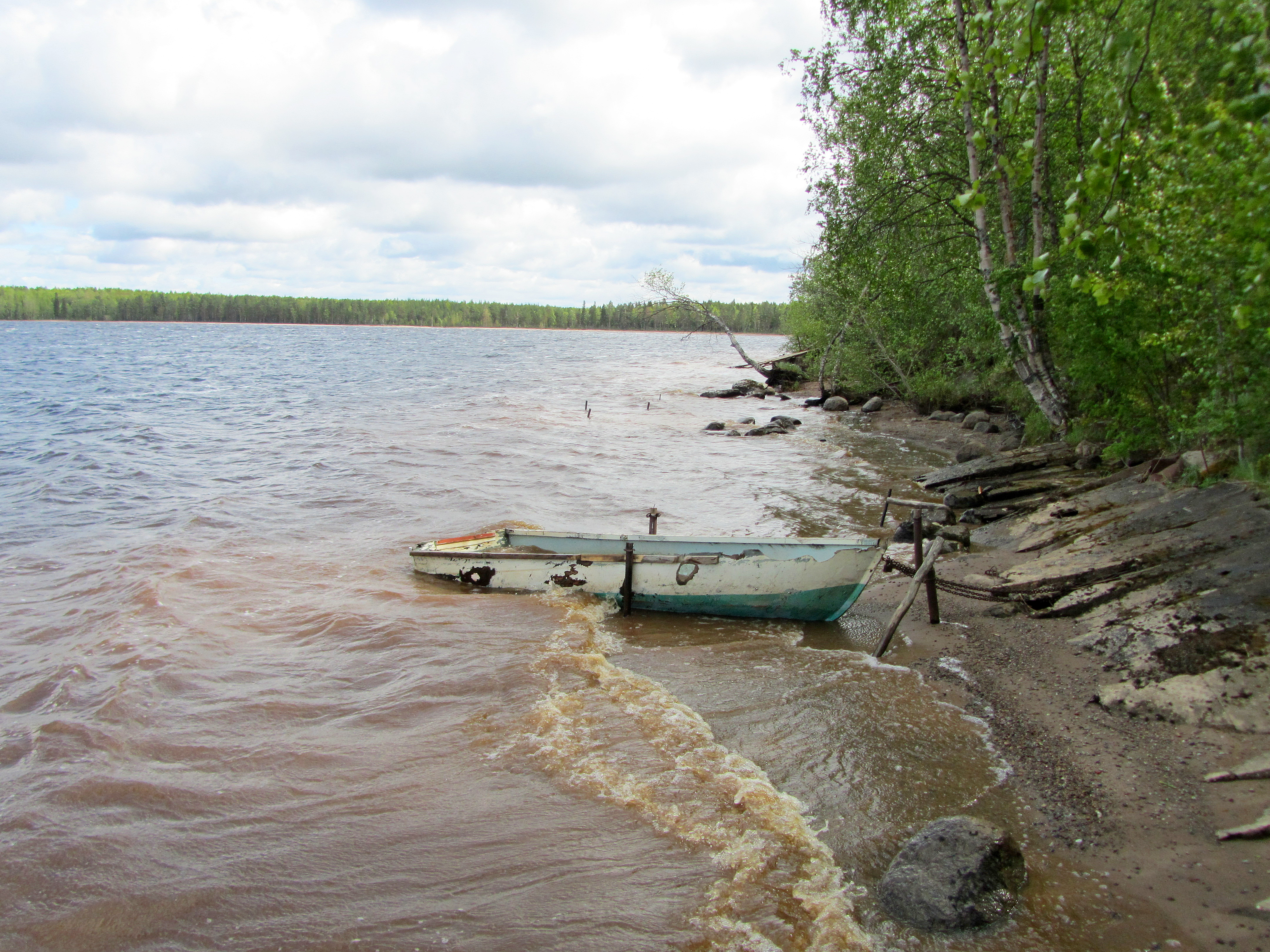
Озеро Кородское

Общая площадь земель муниципального образования «Северодвинск» — 119349 га.
Крупнейшие реки: Белая, Большая Режма, Большая Урзуга, Верхняя Корпиха, Верхняя Кудьма, Верховка, Инарека, Карахта, Клетная, Корода, Кудьма, Максозерский Исток, Малая Режма, Малая Урзуга, Малкурья, Марья, Нёнокса, Нижняя Колозерка, Нижняя Корпиха, Пелёжма, Половинный, Поперечная Паля, Рассоха, Солза, Столешний Исток, Сума, Сюзьма, Сярьзеньга, Тёмнокса, Фомин, Челма, Ширшема, Ягорка.
Крупнейшие озёра: Амбурское, Белое, Белое Палозеро, Большая Колозерка, Большая Урзуга, Большое Кардозеро, Большое Пивкозеро, Большое Пихкальское, Большое Скопозеро, Большое Сорокозеро, Верхнее Кудьмозеро, Вонячье, Каменное, Кородское, Кудьмозеро, Лапшозерские озёра, Максозеро, Малое Пихкальское, Немцозеро, Нижнее, Нижнее Карпозеро, Палозеро, Пертозеро, Поздяк, Почечные озёра, Пултозеро, Среднее Чудское, Тёмнокса, Улкозеро, Хабарово, Челм, Щучье.
Северодвинск и подчиненные его администрации населённые пункты относятся к районам Крайнего Севера.

## Население
| 2002     | 2009     | 2010     | 2011     | 2012     | 2013     | 2014     | 2015     | 2016     |
| -------- | -------- | -------- | -------- | -------- | -------- | -------- | -------- | -------- |
| 203 377  | ↘190 672 | ↗193 607 | ↘193 047 | ↘191 307 | ↘189 719 | ↘188 420 | ↘187 277 | ↘186 138 |
| 2017     | 2018     | 2019     | 2020     | 2021     | 2023     | 2024     |          |          |
| ↘185 042 | ↘184 280 | ↘183 284 | ↘182 970 | ↘157 925 | ↘156 731 | ↘156 310 |          |          |

### Национальный состав
По итогам переписи населения 2020 года проживали следующие национальности (национальности менее 0,1 % и другое, см. в сноске к строке «Другие»):
| Национальность | Численность, чел. | Доля     |
| -------------- | ----------------- | -------- |
| Русские        | 127 283           | 80,60 %  |
| Украинцы       | 984               | 0,62 %   |
| Белорусы       | 323               | 0,20 %   |
| Поморы         | 310               | 0,20 %   |
| Татары         | 199               | 0,13 %   |
| Другие         | 28 826            | 18,25 %  |
| Итого          | 157 925           | 100,00 % |

## Состав городского округа
Согласно областному закону «О статусе и границах муниципальных образований в Архангельской области» от 23 сентября 2004 года и уставу МО «Северодвинск» в состав городского округа входят:
| №  | Населённый пункт | Тип населённого пункта        | Население |
| -- | ---------------- | ----------------------------- | --------- |
| 1  | Белое Озеро      | посёлок                       | ↘189      |
| 2  | Волость          | деревня                       | ↗16       |
| 3  | Зелёный Бор      | посёлок                       | ↘4        |
| 4  | Лахта            | деревня                       | ↘0        |
| 5  | Нёнокса          | село                          | ↘468      |
| 6  | Палозеро         | посёлок                       | →0        |
| 7  | Рикасиха         | железнодорожная станция       | →0        |
| 8  | Северодвинск     | город, административный центр | ↘155 365  |
| 9  | Солза            | деревня                       | ↘49       |
| 10 | Сопка            | посёлок                       | ↘510      |
| 11 | Сюзьма           | деревня                       | ↘18       |
| 12 | Таборы           | деревня                       | →0        |

Деревни Волость, Лахта и Таборы иногда исторически считаются единой деревней Большая Кудьма, но официально являются тремя отдельными населенными пунктами с собственными названиями. Кроме того, часть города Северодвинска, называющаяся Водогон, исторически считается отдельным посёлком, но официально как населённый пункт не зарегистрирована.

## Известные уроженцы
- Додонов, Валентин Яковлевич (1910—1972)  — советский военачальник, генерал-лейтенант авиации. Родился в деревне Таборы.

### Карты
- [mapq37.narod.ru/map1/iq37128129130.html Топографическая карта Q-37-128,129,130. Архангельск — 1 : 100 000]
- Топографическая карта Q-37-33_34.